# Ars Technica
Ars Technica (/ˌɑːrzˈtɛknɪkə/), parfois simplement appelé Ars, est un site Internet fondé par Ken Fisher (actuel rédacteur en chef) et Jon Stokes en 1998. Ce site est consacré aux actualités et opinions dans les domaines des technologies numériques, de la science et du jeu vidéo et plus généralement de la politique et de la société.  Il publie des nouvelles, des critiques et des guides sur le matériel informatique et les logiciels, la science, la politique technologique et les jeux vidéo.

## Dénomination
Ars Technica est une expression qui en latin signifie « l'art de la technologie ».

## Histoire
En 2008, le site a été acheté par Condé Nast Digital (la division en ligne de Condé Nast Publications. Condé Nast a acheté ce site, ainsi que deux autres, pour 25 millions de dollars et l'a ajouté au groupe Wired Digital de la société, qui comprend également Wired et, anciennement, Reddit. Ars Technica se finance grâce aux revenus des abonnements et de la publicité, et depuis 2001 proposent un service d'abonnement payant.

## Gouvernance, organisation du travail
Jennifer Ouelette, ancienne rédactrice scientifique de Gizmodo contribue aux aspects scientifique et culturels de l'information.
Beth Mole (doctorat en microbiologie), après avoir travaillé pour Science News gère les aspects santé d'Ars.
Eric Berger, ancien du Houston Chronicle, couvre le thème de l'exploration spatiale.
John Timmer, le rédacteur scientifique d'Ars a auparavant enseigné l'écriture scientifique et le journalisme scientifique à l'Université de Stony Brook et au Weill Cornell Medical College,. titulaire d'un diplôme de premier cycle à l'Université de Columbia et d'un doctorat à l'Université de Californie à Berkele, il a ayant travaillé comme postdoctorant au Memorial Sloan Kettering,.
Le personnel télétravaille principalement, mais dispose aussi de bureaux à Boston, Chicago, Londres, New York et San Francisco.